# トランスフォーマー/リベンジ
『トランスフォーマー/リベンジ』（原題: Transformers: Revenge of the Fallen）は、2009年のアメリカのSFアクション映画。2007年の映画『トランスフォーマー』の続編である。

## 概要
今回はアメリカのみならず、上海、ロンドン、パリ、エジプトなど世界各地を舞台に前作を超えたスケールで物語が展開していく。
監督のマイケル・ベイは、本作品の制作にあたり「今度はもっと多くのトランスフォーマーを出す」と予告しており、その言葉通り前作の13体から約60体と実に4倍以上のトランスフォーマーが登場。新キャラクターとして、建設車両から合体する「デバステーター」や悪から正義側に転向した「ジェットファイア」といった原作の人気キャラクターに加え、コミックシリーズに登場した最大の悪役「ザ・フォールン」などが登場している。

## ストーリー
ミッション・シティでの戦いから2年。総司令官オプティマス・プライム率いる「オートボット」は地球を新たな故郷として集結し、未だ地球に潜む「ディセプティコン」を殲滅するため、アメリカ軍と共に対ディセプティコン特殊部隊N.E.S.T.（ネスト）を結成し活動していた。ある日、オプティマス・プライムらは上海に現れたディセプティコンのデモリッシャーを撃退。しかしデモリッシャーは死に際、オプティマス・プライムに対し「ザ・フォールン様が蘇る」という言葉を残すのであった。
これを受けたオプティマス・プライムは今後の脅威について米軍上層部へ報告するが、そこに国家安全保障担当補佐官セオドア・ギャロウェイが現れ「『キューブ』が消滅してもなおディセプティコンが地球に居続けるのは、オートボットたちが居るからではないか」との疑念を突きつける。そのころ、米軍が保管していたキューブの欠片を奪取したディセプティコンたちが海底に沈められたディセプティコンのリーダーメガトロンを復活させ、メガトロンはディセプティコンの本拠地へと帰還する。そこで待っていたのは、メガトロンが主と仰ぐ、地球に対して復讐（リベンジ）の念を募らせたザ・フォールンであった。
一方、大学への進学を控えた少年サム・ウィトウィッキーは両親、恋人のミカエラ・ベインズ、そして相棒のオートボットバンブルビーらとの別れを惜しみつつも、これから始まる新生活に胸を躍らせていた。しかし、引越しの最中に服にキューブの欠片が付着しているのを発見、欠片に触れてしまう。これをきっかけに、見たことの無い文字が頭に浮んだり視界に映写されたりするようになる上、授業中に錯乱するなどといった奇怪な症状が出始める。
オプティマス・プライムは、ギャロウェイをはじめとする政府の誤解を解くためサムに仲介を求めるが、普通の生活を望むサムはそれを断ってしまう。しかし、間もなく大学にディセプティコンが現れ、サムは再びトランスフォーマーの戦いに巻き込まれていく。ミカエラやルームメイトのレオ・スピッツらと共にディセプティコンに拉致され、メガトロンの元へ連れていかれるサムであったが、ディセプティコンの目的はキューブの欠片からサムの脳内に移った「オールスパーク」の情報だった。サムたちはオプティマス・プライムとバンブルビーの助けによって逃げのびるが、オプティマス・プライムが犠牲となってしまう。唯一対抗できる最後のプライムがいなくなったことを受け、ザ・フォールンはサムを探すために直接世界中を攻撃し、サムを差し出さなければ世界を滅ぼすと宣言。その結果サムは国際指名手配されてしまう。N.E.S.T.の基地にオプティマス・プライムの亡骸が運ばれるが、同時に大統領命令を携えたギャロウェイが部隊に解散を通告、オートボットらは拘束されてしまうのであった。
サムたちはレオの伝手で、解散した秘密組織「セクター7」の元捜査官シーモア・シモンズと再会。ミカエラが捕らえたディセプティコンのホィーリーの協力も得てサムの頭に浮かぶ文字が「古代サイバトロン語」であることを突き止め、それを読むことのできるトランスフォーマーを求めスミソニアン航空宇宙博物館へと向かい、元ディセプティコンの老兵のジェットファイアと出会う。ジェットファイアはサムたちと共にエジプトへとテレポートし、過去の出来事を語り始める。
紀元前17,000年、トランスフォーマーの初代リーダーである7人のプライムたちがトランスフォーマーの命の源である「エネルゴン」探索のため地球に飛来した。エネルゴンは太陽のような恒星を破壊することで作られるが、「生命体の存在する星は滅ぼしてはならない」というルールにより地球の生命体を生かすのに不可欠な太陽は対象から除外されることとなっていた。しかし、そのうちの1人が独断で惑星破壊装置を起動し太陽を壊そうとした。7人の中でも特に強大であった「地に堕ちた者」ザ・フォールンに他の6人のプライムたちは太刀打ち出来ず、止む無く装置を起動させるキーの役割を持つアイテム「リーダーのマトリクス」をエジプトのどこかへ隠したのだった。
サムはマトリクスがオプティマス・プライムを蘇らせる力を持つと信じ、ジェットファイアの言葉を基にエジプトを駆け巡り遂にマトリクスを見つける。しかし年月が経ち過ぎていたために、サムが手を触れた途端にマトリクスは砂と化してしまう。一同は愕然とするがサムは諦めず、砂をかき集めてオプティマス・プライムの元に向かう。そのころ、シモンズから連絡を受けたウィリアム・レノックスをはじめとするN.E.S.T.部隊は、ギャロウェイの命令を無視してオプティマス・プライムの亡骸を載せエジプトへ到着。同時に、通信を傍受したディセプティコンの部隊がエジプトに集結し、激しい銃撃戦の中サムは仮死状態に陥ってしまう。
サムは蘇生するまでの僅かな間、夢の中でかつての初代プライムたちからオプティマス・プライムのために命を懸けたことを讃えられると共に、「リーダーのマトリクスは手に入れるものではなく、勝ち取るもの」でありサム自身がリーダーに相応しい者であることを告げられる。サムが蘇生した瞬間、砂粒だったマトリクスは元の姿を取り戻した。マトリクスの力によってオプティマス・プライムを蘇らせることに成功するが、直後にザ・フォールンによってマトリクスが奪われてしまう。ピラミッドに隠されていた装置は既にむき出しとなっており、キーが揃ったことで装置が起動してしまうのであった。
戦況を見たジェットファイアは自害して自身のパーツをオプティマス・プライムに託し、パワーアップしたオプティマス・プライムはジェット・パワー・オプティマス・プライムとして瞬く間に装置を破壊。襲いかかってきたメガトロンとザ・フォールンを圧倒し、遂にザ・フォールンを倒す。メガトロンはどこかへと逃走し、地球に再び平和が戻ったのだった。

## 登場人物

### 主な登場人物
サム・ウィトウィッキー / Sam Witwicky
演 - シャイア・ラブーフ、吹き替え - 小松史法
主人公。前作までの頼りなさはほとんど見られなくなり、常に前に進もうとする積極的な青年へと成長したが、減らず口は相変わらず。大学への進学に伴い実家を出て寮住まいを始めようとするが、キューブの欠片に触れたことがきっかけとなり再びトランスフォーマーたちの戦いに巻き込まれていく。
オプティマス・プライム / Optimus Prime
声 - ピーター・カレン / 吹き替え - 玄田哲章
IDナンバー - RA-01
オートボット総司令官でトランスフォーマー側の主人公。ピータービルト・379・トレーラーヘッドに変形。本作品ではトランスフォーマー側の中心人物という位置付けがより明確に描写されている。武装は大口径マシンガン、両腕のエナジーソードとエナジーフック。
ジェット・パワー・オプティマス・プライム / Jet Power Optimus Prime
ジェットファイアのパーツによって一時的にパワーアップした形態。背部に装着されたSR-71のターボジェットエンジンにより高い飛行能力を獲得した。武装も強化され、右腕にライフル、左腕に二連装機関銃、そしてアフターバーナーを前面に向けてから撃つキャノン砲を装備。名称は玩具から。2003年に放送されたアニメ、『マイクロン伝説（米題: TRANSFORMERS ARMADA）』のジェットコンボイ / Jet Optimusがモチーフ。
バンブルビー / Bumblebee
IDナンバー - RA-03
前作のカマロ・コンセプトからリニューアル済みのシボレー・カマロ（5代目）に変形する斥候。オートボットの中では唯一NESTに加わらず、サムの愛車として生活している。愛称は「ビー」。サムの母親からは「ワッフルビン」（日本語版では「ワッフルメーカー」）と呼ばれている。
前日譚のアメリカンコミックでは一旦完治したものの、スタースクリームに襲われてまた壊れたと描かれている。前作から引き続きラジオ音声を使用して会話する。大学に進学することになったサムと別れる際はわざとらしく涙（ウォッシャー液）を流すなど、前作よりもさらにコミカルな動きを見せている。
メガトロン / Megatron
声 - ヒューゴ・ウィーヴィング / 吹き替え - 中村浩太郎
IDナンバー - RD-01
前作に登場したメインヴィランで、ディセプティコンのリーダー。キューブの欠片とドクターによる修理で復活。本作品ではエイリアンタンクに変形。前作と比較して体格がマッシブになり、フュージョンキャノンが右腕に装備され、接近戦用の武器もデスロックピンサーへと変化した。
ザ・フォールン / The Fallen
声 - トニー・トッド / 吹き替え - 木村雅史
IDナンバー - RD-10
2作目のメインヴィラン。改称前の名前はメガトローナス・プライム「Megatronus」。弟子の一人は彼の名前を承り「メガトロン」と名乗っている。
玩具ではエイリアンジェットに変形するが映画上での変形するシーンは無い。周辺にある物体を自由自在に操れるエスパー。
他の兄弟と共にエネルゴン生成のため地球に来訪したが、すでに地球では人類が誕生しており、兄弟達はルールに従ってエネルゴン生成を見送ろうとするも、自身は人類の存在価値を認めようとせず他のプライムと対立し離反。ディセプティコンを創設し、サイバトロンや地球におけるトランスフォーマー同士の戦争を起こすきっかけを生み出し、マトリクスを探すためシーカーたちを地球に潜り込ませていた。荒れ果てた小惑星に落ちた戦艦の中で総指揮官の仕事をしていたが、オールスパークの情報源（サムの頭脳）の発見とオプティマス・プライムの死をきっかけに再び自ら地球侵略に乗り出した。復活したオプティマス・プライムをメガトロンと迎撃するが、指を切られ、顔をはがされた挙句にスパークを握りつぶされ絶命した。
ドリームウェーブ社のコミック『ウォー・ウィズイン(Transformers:The War Within)』の第2シリーズ『The Dark Ages』に登場した同名キャラクターがモチーフである。

### 人類

#### 民間人
ミカエラ・ベインズ / Mikaela Banes
演 - ミーガン・フォックス、吹き替え - 東條加那子
サムの恋人。進学せず、出所した父親らと共に家業のバイクショップ（カスタムファクトリーと推測される）を運営している（本人曰く「パパのお守り」）。ボーンズという大型犬を飼っている。愛車はアプリリア・RS125。
シーモア・シモンズ / Seymour Simmons
演 - ジョン・タトゥーロ、吹き替え - チョー
元セクター7捜査官。セクター7がなくなった後は実家のデリカ（惣菜店）に戻り、それを切り盛りしながら自分が勝手に持ち出した資料を元にトランスフォーマーの調査を続けていた。ネット上では「ロボウォーリアー」というハンドルネームを用いてサイトを運営している。レオの手引きでサムと再会したことで再び戦いに巻き込まれる。
レオ・スピッツ / Leo Spitz
演 -  ラモン・ロドリゲス、吹き替え - 阪口周平
フルネームはレオナルド・ポンス・デ・レオン・スピッツ。大学の学生寮でのサムのルームメイト。お調子者の典型的なオタクで「超リアルサイトスクープドットコム（Real Effing Deal.com）」というネット会社を運営しており、仲間2人とつるんで金儲けをしていたりハッキングにも手を染めている。
ロン・ウィトウィッキー / Ron Witwicky
演 - ケヴィン・ダン、吹き替え - 後藤哲夫
サムの父親。名門大学に進学した息子のサムを誇りに思い、心から愛している。今作ではフランスを旅行中に妻と共にトランスフォーマーたちの戦いに巻き込まれる。チワワの「モージョ」に加え、新たに「フランキー」という名の雄のフレンチ・ブルドッグを飼っている。
ジュディ・ウィトウィッキー / Julie Witwicky
演 - ジュリー・ホワイト、吹き替え - 野沢由香里
サムの母親。親馬鹿な面が顕著になり、サムが大学の寮に引っ越す際にはいまだに子離れ出来ない一面を見せる。
コラン教授 / Professor R. A. Colan
演 - レイン・ウィルソン、吹き替え - 丸山壮史
大学物理学教授。自己陶酔気味な言い回しが特徴。講義中に錯乱したサムを追い出すが、ラストでは彼を快く迎え入れた。マイケル・ベイがウェズリアン大学在学中に講義を受けていた教授がモデル。

#### 政府・軍関係者
ウィリアム・レノックス / William Lennox
演 - ジョシュ・デュアメル、吹き替え - 矢崎文也
アメリカ陸軍少佐にしてN.E.S.T.部隊指揮官。前作にて最初にトランスフォーマーと遭遇した軍人の1人。前線にて部隊の指揮を執る。オートボットに対する信頼は厚く、それゆえにギャロウェイに反発する。中盤において、ギャロウェイと一緒にヘリに乗ることになるが、その移動中に訓練の一環と称して彼を砂漠に放り投げた。
ロバート・エップス / Robert Epps
演 - タイリース・ギブソン、吹き替え - 山野井仁
アメリカ空軍曹長でレノックスの部下。レノックス共々、前作より一階級昇進している。レノックス同様にギャロウェイを嫌っており、中盤ではギャロウェイと一緒のヘリに乗るが、突然の事態にたじろぐ彼を見てほくそ笑んでいた。
セオドア・ギャロウェイ / Theodore Galloway
演 - ジョン・ベンジャミン・ヒッキー、吹き替え - 御友公喜
本作の人間サイドのメインヴィラン。国家安全保障問題担当大統領補佐官。非常に傲慢な性格で、居丈高な態度で話す。大統領の威を借る狐であり、何かと理由を付けてオートボットを追い出そうと企んでいる。ギャロウェイがN.E.S.T.司令部と衛星通信中にオールスパークやメガトロンについて喋りすぎたために、衛星通信を傍受していたサウンドウェーブに情報を盗まれ、キューブの欠片が盗まれたり、メガトロンが復活するなどの原因になった。中盤では大統領命令だと言って一方的にN.E.S.T.部隊を足止めしようとするなどディセプティコン寄りの行動さえしていた。移動中にレノックスらの作戦で砂漠に放り出される。また、この直前にレノックスからパラシュートを装着させてもらうが、突然の出来事に激しく動揺していたため、ヘリの中でパラシュートを開くというあり得ない行動を取り、レノックスから怒鳴られた。アメコミ版によると、その後ショックウェーブに始末されたらしい。
モーシャワー将軍 / General Morshower
演 - グレン・モーシャワー、吹き替え - 原康義
アメリカ統合参謀本部議長にしてN.E.S.T.司令官。部下であるレノックスを信頼しており、指揮官として彼を全面的に支援する。前作でもグレン・モーシャワーが演じるカタール基地の司令官が登場したが、あちらの名前はシャープ大佐であり、モーシャワー将軍とは別のキャラクターである。
グラハム・マックォーク / Graham Mcquark
演 - マシュー・マースデン、吹き替え - 宮内敦士
イギリス軍特殊部隊 / United Kingdom Special Forcesより派遣されたエージェント。レノックスたちの優秀な部下として彼らをサポートする。
T・W・ワイルダー艦長 / Captain T.W. Wilder
演 - ジョン・ニールセン、吹き替え - 大滝寛
アメリカ海軍の原子力空母「ジョン・C・ステニス」の艦長。
国境警備員
演 - ディープ・ロイ、吹き替え - 岩崎ひろし
エジプトの国境にある検問所の警備員。ニューヨーク・ヤンキースのファンであるらしく、シモンズが「ニューヨークから来た」と言っただけでパスポートの確認もなしに快く検問を通過させた。その際、「ゴー！ヤンキース！」と叫んでいる。

### トランスフォーマー
前作でも言及されている項目については前作映画を参照。
今作では変形に加えて、合体戦士が登場する。

#### オートボット（Autobots）
故郷である惑星サイバトロン（セイバートロン星）の壊滅に伴い、前作を経て地球へ移民してきたトランスフォーマー軍団。アメリカ政府との間に同盟を結び、新たに結成された特殊部隊NEST （Networked Elements: Supporters and Transformers）の隊員として、ディセプティコン残党壊滅の任務に当たっている。オートボットの存在を知るのは政府関係者およびアメリカ軍、サムたち一部の民間人だけ。
アイアンハイド / Ironhide
声 - ジェス・ハーネル / 吹き替え - 北川勝博
IDナンバー - RA-02
オートボットの副司令官。GMC・トップキック C4500に変形。レノックスたちと共に上海やエジプトなどの前線で多くの活躍を見せる。相変わらず血気盛んで好戦的。
サイドスワイプ / Sideswipe
声 - アンドレ・ソグリウゾ / 吹き替え - 江川央生
IDナンバー - RA-04
オプティマス・プライムの要請に応じて地球にやって来た新兵。シボレー・コルベット・スティングレイコンセプトに変形。ロボット時には両足のタイヤをローラースケート代わりにして高速滑走する。両腕の硬質ブレードや4連マフラー型キャノンを武器に持ち、アイアンハイドとは師弟のような関係にある（コミック版の上海でのシーンのやりとりでその関係が示唆）。
ラチェット / Ratchet
声 - ロバート・フォックスワース / 吹き替え - 浦山迅
IDナンバー - RA-08
オートボットの軍医兼科学者。ハマー・H2のレスキュー車に変形。今作で腕にミサイルを装備、ジョルトを部下としている。
ザ・ツインズ / The Twins
1つのプロトフォームがスパークごと2つに分裂することで誕生した、伝令上がりの戦士の双子（ハスブロホームページ）。二人ともお調子者であり普段は周辺の状況もかまわず喧嘩をするが、基本的にはとても仲が良い。序盤で二人が合体してアイスクリームバンに変形していたが走ることすら危うく、互いに一人で一つの車をスキャンし直した。
それぞれのナンバープレートにはアルファベットで自分の名前が記されている（マッドフラップは海外版の玩具のみTRAXと書かれている）。MTVでマイケル・ベイがお気に入りと語ったキャラクター。
初期のコンセプトアートでは三つ子の設定であったが、変形する自動車のメーカーと折り合いがつかず、双子へ変更された。
スキッズ / Skids
声 - トム・ケニー / 吹き替え - 関智一
IDナンバー - RA-10
マッドフラップの兄弟である緑色のオートボット。シボレー・ビートに変形。
差し歯なのか顔についてる歯が一本だけ金歯になっている。マッドフラップよりやや真面目で、主人公であるサムの前作における功績を評価していた他、仕事に対してはわりと真剣に取り組んでいる。しかし基本的にはお調子者であり、レオのことをマッドフラップと一緒になってからかったり、大事な場面で喧嘩したり性格は子供っぽい。いつも喧嘩ばかりだが、マッドフラップのことは大事に思っているらしく、彼がデバステーターに喰われた時はいつもの減らず口はどこへやら、かなり悲しんでいた。ちなみに金歯は最後の出番の時にマッドフラップに撃たれて取れてしまった。小説版『ダークサイド・ムーン』では本性を現したセンチネル・プライムからバンブルビーを庇って腐食銃で撃たれ、マッドフラップにすまなそうな言葉をかけながら死亡した。 
マッドフラップと比べると短気で真面目なセリフが多く、彼を諌める場面がしばしばある。
エンドロールではツインズ(1)の名前でクレジットされている。
マッドフラップ / Mudflap
声 - レノ・ウィルソン / 吹き替え - 多田野曜平
IDナンバー - RA-15
スキッズの兄弟であるオレンジ色のオートボット。シボレー・トラックスに変形。
本当はシボレー・ビートが良かったようだが、取っ組み合いの喧嘩の末スキッズにとられてしまう。二人ともお調子者だが、マッドフラップはスキッズよりも天然気味で、言葉が汚い。よく間抜けなところを晒してスキッズに殴られている。ヤケになっていたとはいえ、サムの前作における功績を「結局メガトロンが蘇ったから」という理由で否定した。途中でデバステーターのボルテックス・グラインダーによって吸い込まれ喰われてしまうが、吸引が終了する直前だったためにすり潰されるのを免れ、その顔をぐちゃぐちゃにして脱出。その後二人でデバステーターを翻弄し、ダメージを与えるという大金星を挙げた。小説版『ダークサイド・ムーン』では上述したスキッズの最期に激昂し、オプティマス・プライムの伝令を無視してセンチネル・プライムに挑んで一度は怯ませるも、直ぐに腐食銃で射殺された。だがその闘いぶりは、スパークが汚れ果てていたセンチネル・プライムも賞賛するほどであった。
スキッズに比べ、のんびりしてやや周りの空気を読めない言動がある。
エンドロールではツインズ(2)の名前でクレジットされている。
アーシー / Arcee、クロミア / Chromia、エリータ・ワン / Elita One
声 - グレイ・デリスル / 吹き替え - 勝生真沙子
IDナンバー - RA-11（クロミア）、RA-23（アーシー）、AA-08（エリータ・ワン）
兵士グループの3姉妹。赤色のアーシーはドゥカティ・848に、青色のクロミアはスズキ・B-KINGに、紫色のエリータ・ワンはMVアグスタ・F4に変形。3体で1つの人格を共有しており、劇中ではまとめて「アーシー」と呼ばれていた。ビークルモードでは座席部分に人間の女性のホログラフを映してカモフラージュしている。実写映画版で初登場となったウーマン・サイバトロンだが、アーシーは前作で登場が予定され玩具も発売されていた。
紫色の個体は当初名前が発表されておらず、2009年のコミコンにてFlareup（フレアラップ）という名称で公表されたが、最終的にElita-1（エリータ・ワン）となった。
ジェットファイア / Jetfire
声 - マーク・ライアン / 吹き替え - 乃村健次
IDナンバー - RA-13
ザ・フォールンの命により「リーダーのマトリクス」を探すために地球に送り込まれたシーカーの1人。その後紆余曲折を経て（IDW社コミック参照）、ロッキード・SR-71 ブラックバードの形態をとる。
「古代サイバトロン語」を読むことができ、サムの頭に浮かぶ文字を解読してマトリクスの在り処への手がかりを示した。
ブラックバードの姿のままスミソニアン航空宇宙博物館に展示されており、長い休眠によるエネルゴン摂取不足を起こしているため、猫背でパーツの一部を杖のようにして歩いたり、絶えず愚痴をこぼすなど人間でいう老人のような状態となっている。元ディセプティコンだが、相手を憎むことしか知らないディセプティコンを嫌いオートボットに鞍替えしたという過去を持つ。体内に内蔵された小型スペースブリッジの展開による瞬間移動が可能。ただし、老化の弊害か行き先の細かい指定が出来なくなっており、エジプトに着いた際には「よその星でなかっただけ上出来」と言ってのけた。
古い時代から地球に潜伏しているというG1シリーズに登場したスカイファイアーと、オプティマス・プライムとの合体、好戦的な性格などマイクロン三部作（ユニクロン三部作）に登場したジェットファイヤーの設定が反映されている。
ジョルト / Jolt
IDナンバー - RA-19
医療にも攻撃にも使えるエレクトロウィップを武器に持ち、シボレー・ボルト (ハイブリッドカー)に変形。
準備稿の段階では登場させる予定が無かったため、セリフが一切無い上に登場シーンはごくわずか。さらにノベライズに至っては登場すらしていない。しかしクライマックスではオプティマス・プライムとジェットファイアの合体を支援するという重要な役割を担う。玩具のキャラクターバイオでは、トラブルを引き起こすことが大好きなオートボットであると設定されている。
これまでのシリーズでジョルトの名称を持ったキャラクターは数多く存在しているが、これらのキャラクターとの関連性はない。
当初は前作でグレン・ホイットマンを演じたアンソニー・アンダーソンがキャストの候補として挙がっていた。

#### ディセプティコン（Decepticons）
惑星サイバトロンを壊滅に追い込んだトランスフォーマー軍団。前回の戦いの後、地球に残った僅かな残党が活動していたが、新たな軍団が地球に再来し、オートボットおよびNEST部隊と激しい戦いを繰り広げる。特定のタイプに同型体が複数存在することが確認されている。
スタースクリーム / Starscream
声 - チャーリー・アドラー / 吹き替え - 宮澤正
IDナンバー - RD-02
ディセプティコンのサブリーダー。ロッキード・マーティン・F-22 ラプターに変形。今作では伝説上のディセプティコンにあやかり、全身にオールスパークに似た柄の刺青を施している。声は前作と同じ声優が担当しているが前作からのエフェクト削除により、アニメシリーズのスタースクリームにより近い甲高い声で演じている。
予告第二弾が公開されるまでメガトロンとザ・フォールンの存在が秘密にされていたため、ポスターなど広告資材ではディセプティコン側の代表としてメインビジュアルを担当している。
ザ・フォールンの命令で指揮を執っていたが、復活したメガトロンにその件に関して咎められ折檻される。メガトロンやグラインダーと共にオプティマス・プライムを追い詰めるなどの活躍も見せた。
サウンドウェーブ / Soundwave
声 - フランク・ウェルカー / 吹き替え - 郷里大輔
IDナンバー - RD-04
情報戦略担当。エイリアンサテライトに変形。劇中ではアメリカ軍の通信衛星をハッキングし、衛星軌道上からディセプティコン達をサポートした。今回は単体での変形による活動や戦闘は行わない。玩具ではトリプルチェンジャーとされ、エイリアンシャトルに変形する他、アニメに準じたロボットモードが存在している。
一作目時点でも登場が検討されていたが、紆余曲折を経てブラックアウト、スコルポノック、バリケード、フレンジーへと役割が分割されたため登場しなかった。
サイドウェイズ / Sideways
IDナンバー - RD-05
アウディ・R8に変形する斥候。N.E.S.T.に発見された際アーシーのチームを振り切るが、サイドスワイプを振り切ることは出来ず、逆に自身の逃走するスピードを利用され、サイドスワイプのブレードでビークルのまま両断された。ボンネットからルーフまで黒塗りで、5本の白いストライプが施されているAPR仕様のR8を模した4本の白いストライプが目立つ。
ホィーリー / Wheelie
声 - トム・ケニー / 吹き替え - 落合弘治
IDナンバー - RA-09
キューブの欠片の在り処を調査する小型ディセプティコン。青いRCカーに変形。キューブの欠片をサムから預かったミカエラを追跡するが捕まり、ボックスの中に押し込められサムらと行動を共にすることになる。シーカーに関する情報をサムたちに提供し、ジェットファイアから陣営に関する話を聞きオートボットに寝返り、「自分が生き残る」という他の作品に負けないサバイバル術を披露する。
映画ではホィーリーの名で呼ばれている（劇場公開時の字幕ではウィリー）が、玩具ではウィーリーの名称が用いられている。
ラヴィッジ / Ravage
声 - フランク・ウェルカー
IDナンバー - RD-13
動物のジャガーの姿を模したサウンドウェーブの部下であり、彼の胸部より放たれる。エジプトで他のディセプティコンたちと共にサムを追跡、バンブルビーと交戦し、破壊された。単眼であること以外は、デザインや設定共にオリジナルに限りなく近い造形となっている。
ザ・ドクター（スカルペル） / The Doctor / Scalpel
声 - ジョン・ディ・クロスタ/ 吹き替え - 下和田裕貴
IDナンバー - RD-14
眼鏡をかけたディセプティコンの軍医。光学顕微鏡に変形。玩具ではスカルペル / Scalpelという名称だが劇中ではドクター / The Doctorと呼ばれる。人間の頭ほどの大きさしかないが、膨大な解剖学の知識を持っているマッドサイエンティスト。
イジェクター / Ejector
IDナンバー - RD-15
サムが持っていたキューブの欠片の影響で誕生したトランスフォーマー。トースターから変形。ウィトウィッキー家が半壊する原因となった。同様の経緯でダイソンの掃除機、Blendtec社製のミキサー、コーヒーミル、電子レンジ、ガスコンロなどもトランスフォーマー化するが、全員がバンブルビーに破壊される。これらのロボットはスタッフによって「キッチンボット」というあだ名が付けられていた。
かつてスピルバーグが関わった『グレムリン』に登場したモグワイに似ており、「グレムリンのような姿」と紹介する資料もある。
グラインダー / Grindor
声 - フランク・ウェルカー
IDナンバー - RD-18
前作のブラックアウトと同型のディセプティコン。シコルスキー・CH-53E スーパースタリオンに変形。玩具の設定では非常に冷静沈着な性格であるとされている。ブラックアウト同様、機銃やプロペラ状のローターブレードを装備している。劇中ではオプティマス・プライムに右腕を切り落とされ、エナジーフックで顔面を引き裂かれて倒される。なお、顔面を引き裂かれる直前に抜くナイフは彼の装備でなく、オプティマス・プライムに投げられたエナジーソードである。
アリス / Alice
演 - イザベル・ルーカス / 吹き替え - 牛田裕子
人間に擬態する「プリテンダー」。女子大生を装ってサムに近づき誘惑するような言動や行動を繰り返すが、バンブルビーの嗅覚(?)によって正体を看破され、正体が露見するや否や大学の校舎内で大暴れした。最後はミカエラの運転するサターン・アストラに轢かれ死亡した。因みに実写映画版ディセプティコン側では紅一点で、他のディセプティコンがサムを一貫して『小僧』と呼ぶ中、彼を名前で呼んだのも彼女だけである。
インセクティコン / Insecticons
IDナンバー - AA-04
ハエなどの昆虫に類似した姿を持つ超小型トランスフォーマー。サムとミカエラが隠れている建物に侵入したが、サムに頭をもがれて壊された。G1やビーストウォーズに同カテゴリーのTFが存在するが、昆虫型であるという点以外の共通項はない。
マイクロコン / Microcons
マイクロサイズの超小型ディセプティコン。CGスタッフが製作時に「ボールボット」「マイクロコン」と略称を付けた。
リードマン / Reedman
声 - フランク・ウェルカー
大量のマイクロコンが合体した姿。ボディが紙のように極端に薄くサイズも人間より小さいが、全身が鋭利な刃物で構成されている。ラヴィッジを介してNEST本部へ侵入し、アメリカ政府によって管理されていたオールスパークの欠片を強奪する。
ストークスコルポノック / Stalker Scorponok
IDナンバー - MD-04
サソリの姿を模したディセプティコン。前作のスコルポノックと同型のディセプティコンであるが、同一個体なのか別個体なのかは不明。ストークスコルポノックは玩具での名称である。最後はジェットファイアの手によって破壊される。
ボーンクラッシャーと同型のディセプティコン / 名称不明
第1作目に登場したボーンクラッシャーと同型のディセプティコンだが、同一人物なのかは言及されていない。エジプトでの戦闘に登場しアイアンハイドやアーシーたちと交戦した。
ディセプティコン・プロトフォーム / Decepticon Protoforms
スキャンデータを反映していないディセプティコン。十数体がメガトロンの召集を受け地球に飛来し、エジプトでNEST部隊と銃撃戦を繰り広げるが、後に空軍の援軍も到着したため、全員が倒された。それぞれ頭部や武器などのデザインが異なっており、前作のブラックアウトの頭部デザインを流用したタイプも見られる。

##### コンストラクティコンズ（Constructicons）
コンストラクティコンズは建設車両に変形するディセプティコン。
デモリッシャー / Demolishor
声 - カルヴィン・ウィマー
IDナンバー - RD-03
白をカラーリング基調とした油圧ショベル（O&K/テレックス・RH400）に変形するコンストラクティコン。オプティマス・プライムの3倍ほどの巨大な体躯を持ち、人型から逸脱した異形の姿をしている。体の上下についたタイヤを交互に使い分けて走行する。
上海に潜んでいたがNEST部隊に発見され強行突破を試みるも、オプティマス・プライムとアイアンハイドによって阻止される。
製作スタッフの間では「ホイールボット / Wheelbot」のあだ名で呼ばれており、エンドロールでもこちらの名前がクレジットされている。
スクラップメタル / Scrapmetal
VOLVOのショベルカーに変形。ロボットモードはスクラッパーに酷似している。
メガトロン復活のためのパーツとするため、ザ・ドクターの指示で無惨にも他のコンストラクティコンによってバラバラに解体されてしまった。
キャラクター名はハズブロ関係者によるニックネームで、元々キャラクター名は存在しなかった。
デバステーター / Devastator
声 - フランク・ウェルカー
IDナンバー - RD-16
コンストラクティコンが合体して誕生する巨大トランスフォーマー。頭部および口を大きく展開する大型吸引装置「ヴォルテックス・グラインダー」であらゆるものを吸い込み、粉砕する。玩具の設定では、デバステーターの名前は惑星サイバトロンにて発生する大型台風の名前にちなんだものであるとされている。
ツインズとの交戦を経てピラミッドに隠されたスターハーベスターを発掘していたが、海軍の機密兵器のレールガンによって撃破された。
コンセプトアートや海外版の玩具では頭部は銀だが、本編では赤くなっている。また、いかにも男性の睾丸を思わせる位置に二つの鉄球がついているなどスタッフの遊び心が見える。前作に登場したエイブラムス戦車に変形するデバステーター（ブロウル）とは無関係。
モチーフや設定はG1シリーズに登場したビルドロンおよびその合体形態であるデバスターそのままだが、今作では合体する個体の数が増えている（コンバイナークラスの玩具では6体、公式発表およびEZコレクションでは下記の7体だが、本編では明らかに7体以上が合体している）。
スカベンジャー / Scavenger
デモリッシャーの赤い同型体。デバステーターの上半身と両肩（スプリームクラスの玩具では胴体）に変形。ほとんどの玩具やゲームでは「デモリッシャー」と一まとめされている。
ランページ / Rampage
声 - ケビン・マイケル・リチャードソン
IDナンバー - RD-06
赤いキャタピラー・D9L・ブルドーザーに変形。キャタピラから変形した両腕のムチとバネ状の下半身が特徴で、ホッピングのように跳ねて移動する。劇中では実際にランページと呼ばれた赤い個体と、デバステーターの左手首と左足に合体する黄色い個体が登場している（スプリームクラスの玩具やコンセプトアートでは左脚に合体）。コンストラクティコンの中で最も小柄だが、それでもバンブルビーより一回り大きい。劇中では「ジャックハンマーモード」と呼ばれる形態で戦っているが、玩具でロボットモードが別に存在する。
エジプトでマトリクスを入手するためにスタースクリームの命令でロンとジュディを人質にサムを脅迫するが、逆にバンブルビーに撃破された。
G1のボーンクラッシャーに相当するポジションであるが、前作で同名のキャラクターが登場したので名称が変更された。ランページはG1シリーズのアニマトロン部隊や『ビーストウォーズメタルス』などに同名のキャラクターが存在する。
映画製作段階では「スキップジャック / Skipjack」の仮名で呼ばれており、エンドロールではこちらの名前がクレジットされている。2010年発売のEZコレクションVol.5ではスキップジャックの名称で玩具化された商品が存在する。
ミックスマスター / Mixmaster
IDナンバー - RD-12
ミキサー車（マックトラック社製）と移動砲台（バトルモード）に変形するトリプルチェンジャー。デバステーターの頭部になる。細長い手足とタンクから変形した装甲板が特徴。ビークルモードではボンネットの彫刻（マックトラック社のシンボルであるブルドッグ）や、タンクにディセプティコンのエンブレムがあしらわれている。NEST部隊やジェットファイアーと戦う個体もいる。
名称はG1シリーズに登場した同名のキャラクターに由来し、BC兵器の達人であるという玩具設定もG1のそれを意識したものになっている。
ハイタワー / Hightower
黄色のクレーン車（コベルコクレーン・CK2500）に変形。クレーンの長さの関係でスカベンジャーに次いで大型。デバステーターの左腕になる。
劇中では単体で変形しないがロボットモードらしきコンセプトアート、さらにはそれを参考にEZコレクションの玩具では恐竜のような独特のロボットモードが存在する。
G1のグレン / Hookに相当するキャラクターだが、名称は『トランスフォーマー カーロボット』に登場するビルドサイクロンの海外名に由来する。
オーバーロード / Overload
赤色のアーティキュレートダンプトラック（コマツ・HD465-7）に変形。デバステーターの胴体下部（一部玩具では背中）になる。
劇中では単体で変形しないが、コンセプトアートや映画を原案とした絵本、EZコレクションの玩具などにロボットモードのデザインが見られる。
『マイクロン伝説』（ウルトラマグナスの海外名）や『マイクロマスター』などに同名のキャラクターが存在する。『超神マスターフォース』のオーバーロードとはスペルが異なる。
スクラッパー / Scrapper
黄色のホイルローダー（キャタピラー・992G）に変形。デバステーターの右腕になる。左腕のチェーンメイスを武器に戦う。NEST部隊と戦う個体はエジプトでスタースクリームや他のコンストラティコンと共にマトリクスを持つサムの追跡にも参加していたが、空軍の爆撃を受け一掃された。次回作『ダークサイド・ムーン』にも同型体が登場している。
名称はG1シリーズに登場した同名のキャラクターに由来する。
ロングハウル / Long Haul
IDナンバー - RD-17
緑色の巨大ダンプカー（キャタピラー・773B）に変形。デバステーターの右脚になる。マッシブで大柄な体型が特徴。メガトロン復活のシーンで他のコンストラクティコンと共に初登場。エジプトでのマトリクス争奪戦の際にNEST部隊と激戦を繰り広げたが、空軍の爆撃を受け撃破された。次回作『ダークサイド・ムーン』にも同型体が登場している。
名称はG1シリーズに登場した同名のキャラクターに由来し、玩具における設定もG1シリーズのそれを意識したものとなっている。
ロングハウルのデザインの原型となったのは当時フリーランスのデザイナーであったジョシュ・ニッジによるファンアートであり、二作目制作時にハズブロ社の開発ディレクターであったアーロン・アーチャーを通じて持ち込んだものが採用された。またこの縁がきっかけでニッジは本作品のジェット・パワー・オプティマス・プライムやメガトロンのデザインを手掛け、三作目以降もトランスフォーマーのデザイナーとして参加している。

#### プライム王朝（The Dynasty of Primes）
オールスパークによって誕生したとされる原初のトランスフォーマー。紀元前17,000年に地球に到来し、グレートマシンを建造した。映画では7人であるが、小説版では13人と設定されている。
プライム / Primes
声 - マイケル・ヨーク、ケビン・マイケル・リチャードソン、ロビン・アトキン・ダウンズ / 吹き替え - 銀河万丈、ほか
ザ・フォールンと供に地球に訪れた6人のプライムたち。大まかなシルエットはザ・フォールンと同じだが、顔や体のデザインはそれぞれ微妙に違っている。マトリクスを取り返して肉体を犠牲にマトリクスを封印する。魂はマトリクスに宿っており、サムの行動を見守っていた。アメコミなどに登場した原初のトランスフォーマーや、コンボイ以前のマトリクス保持者たちがモチーフになっている。
劇中でのサムの台詞から、センチネル・プライム（G1コンボイの先代のマトリクス保持者と同名）の存在が示唆されている。

## 登場兵器
- F4U コルセア
- B-24 リベレーター
- F-4 ファントム
- F-22 ラプター
- F-16 ファイティング・ファルコン
- F/A-18E スーパーホーネット
- A-10A サンダーボルトⅡ
- MiG-21 フィッシュベッド
- B-1B ランサー
- C-130 ハーキュリーズ
- C-17 グローブマスター
- AH-64D アパッチ・ロングボウ
- UH-60 ブラックホーク
- CH-47 チヌーク
- SR-71 ブラックバード
- M1エイブラムス
- M2ブラッドレー
- MLRS
- HIMARS
- ニミッツ級航空母艦「セオドア・ルーズベルト」・「ジョン・C・ステニス」
- アーレイ・バーク級ミサイル駆逐艦「キッド」
- LCAC-1級エア・クッション型揚陸艇

## スタッフ
- 監督 - マイケル・ベイ
- 製作総指揮 - スティーヴン・スピルバーグ、マイケル・ベイ、ブライアン・ゴールドナー、マーク・バーラディアン
- 製作 - ドン・マーフィ、トム・デサント、ロレンツォ・ディボナベンチュラ、イアン・ブライス
- 脚本 - アーレン・クルーガー、ロベルト・オーチー、アレックス・カーツマン
- 撮影 - ベン・セレシン
- 編集 - ロジャー・バートン、ポール・ルベル、ジョエル・ネグロン、トーマス・マルドゥーン
- 美術 - ナイジェル・フェルプス
- 音楽 - スティーブ・ジャブロンスキー feat. リンキン・パーク
- 主題歌 : リンキン・パーク「New Divide」
- VFX : ILM、デジタル・ドメイン、CLMスタジオ、アスライム、カーナー・オプチカル

## 作品解説
今回は前作の1億5,000万ドルを超える2億ドルの製作費が投じられた。主要スタッフには、新たに『ザ・リング』や『スクリーム3』などのホラー映画を手がけた脚本家アーレン・クルーガーが参加している。
前作でも主題歌を提供したリンキン・パークは、本作品のテーマ曲として「New Divide」を新たに書き下ろし、スティーヴ・ジャブロンスキーと共同で劇伴も担当した。
ワールドプレミアは東京のTOHOシネマズ六本木ヒルズで2009年6月8日に開催された。韓国のソウルで開かれたプレミア記者会見で、マイケル・ベイ監督は、トランスフォーマーの中に「日本の侍精神を込めた」と発言し、倭色論議を巻き起こした。

### 演出・撮影

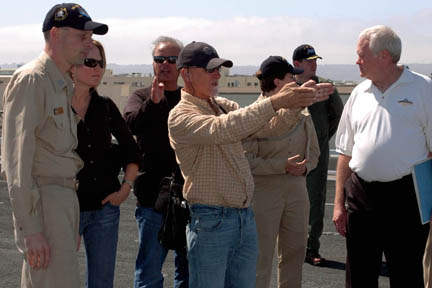
撮影風景

吹き替え版はタカラトミーが提供したアニメシリーズの出演者リストを参考にしたため、トランスフォーマーシリーズに出演した声優が多く起用されている。
終盤での“ディセプティコンが太陽をエネルギーに変えようとし、その結果太陽が失われそうになる”というプロットのモチーフになったのはアニメ第1作の第12話「ソーラーエネルギーを盗め!」（原語版第18話「Changing Gears」）であり、そのための装置だったグレートマシンも同話に登場したソーラーニードルが原型となっている。この他にもアニメのオマージュがちりばめられている。また、あるプロトフォームの腕には「T-1000」の文字が書かれているが、これは撮影中に『ターミネーター4』で巨大ロボット（ハーヴェスター）が登場することを知ったマイケル・ベイ監督が同映画に対抗意識を燃やしたためである。
森林の戦闘やデバステーターの登場シーンなど、IMAXカメラで撮影された部分がある。そのため、IMAXシアター公開ヴァージョンは画面サイズが混在しており、本編はシネスコサイズだが、IMAX専用シーンでは最高解像度のビスタサイズに切り替わる。IMAXシアターで公開されたIMAX撮影シーンは、ほぼ正方形に近いIMAXオリジナルアスペクトでの上映である。IMAX版のソフトはビスタサイズで収録されてあるため、IMAX劇場版よりも上下がカットされている。北米盤Blu-rayとDVDは、通常スクリーン版とビッグ・スクリーン・エディション（ウォルマート限定）が発売されている。IMAX版の本編は約30秒分の追加シーンがある。

### ロケ地
アフリカ大陸でのロケ撮影において、ヨルダンのペトラ遺跡とエジプトのピラミッドをロケ地にした撮影が行われた。、ただ背景として映しただけでなく、役者が実際に中に入ったり登ったりもしているが、これはそれらを管理するヨルダン王室およびエジプト考古学の最高権威であるザヒ・ハワスがトランスフォーマーシリーズの大ファンだったため、今回特別に認められたものである。

## 反響
アメリカとカナダでの興行収入は4億ドルを記録。北米歴代9位という成績を叩き出している（後に『アバター』『トイ・ストーリー3』などが公開されたことにより、2022年8月現在は全米歴代41位）。全米の記録としてはシリーズ最高記録である。日本では6月20日に世界最速公開されたが、『ヱヴァンゲリヲン新劇場版:破』や『ROOKIES-卒業-』などといった強力なライバルの公開と重なった影響もあり、最終興行成績は23.2億円で前作を下回った。

## 評価
興行収入では成功した一方で、ストーリー面では批判的な評価もあり、酷評も受けた。第30回ゴールデンラズベリー賞では最低作品賞、最低監督賞、最低主演女優賞、最低脚本賞、最低スクリーンカップル賞など7部門にノミネートされ、うち、最低作品賞、最低監督賞、最低脚本賞を受賞した。
マイケル・ベイ監督も今作を失敗作であると認めており、2007年11月から2008年2月にかけて行われた全米脚本家組合のストライキの影響で十分な準備期間が割けず、詰め込みすぎの内容になってしまったことを反省点として挙げている。また前作に引き続き主演を務めたシャイア・ラブーフも「アクションは凄いが人間ドラマが欠けており、心が感じられない映画であった」という不満点を述べている。
第82回アカデミー賞録音賞ノミネート。

## テレビ放映
| 回数 | 放送局     | 放送枠         | 放送日        | 放送時間      | 放送分数 | 吹替版     | 平均世帯 視聴率 |
| ---- | ---------- | -------------- | ------------- | ------------- | -------- | ---------- | --------------- |
| 1    | フジテレビ | 土曜プレミアム | 2011年7月30日 | 21:00 - 23:55 | 175分    | 劇場公開版 | 11.7%           |
| 2    | テレビ朝日 | 日曜洋画劇場   | 2013年3月17日 | 21:00 - 23:39 | 159分    | 劇場公開版 | 9.0%            |
| 3    | フジテレビ | 土曜プレミアム | 2018年7月21日 | 21:00 -23:10  | 130分    | 劇場公開版 | 5.8%            |

- 視聴率はビデオリサーチ調べ、関東地区・世帯・リアルタイム。

## Blu-ray・DVD
2009年12月18日、パラマウントよりBlu-ray Disc、DVD版リリース・レンタル。セル版Blu-ray、DVDは、どちらにも本編ディスクと特典ディスクの2枚組。本編は通常の劇場公開版であり、IMAX版は未発売。特典内容はBlu-ray、DVD共通。本編ディスクにはコメンタリを収録。特典ディスクにはメイキングや削除シーン、ミュージックビデオなどを収めている。また、Blu-ray版の特典ディスクにはさらに、オールスパーク（英語のみ）と撮影日誌も収めている。前作をセットにした4枚組のダブルパックも両フォーマットで同日リリース。
- Blu-ray Disc
  - トランスフォーマー/リベンジ スペシャル・コレクターズ・エディション　※通常版
  - トランスフォーマー/リベンジ ブルーレイ バンブルビーBOX　※6,000BOX限定販売
  - トランスフォーマー/リベンジ オプティマスプライム ブラックバージョンBlu-ray BOX　※Amazon.co.jp完全限定販売

- DVD
  - トランスフォーマー/リベンジ スペシャル・コレクターズ・エディション　※通常版
  - トランスフォーマー/リベンジ バンブルビーBOX　※15,000BOX限定販売
  - トランスフォーマー/リベンジ オプティマスプライム ブラックバージョン BOX　※Amazon.co.jp完全限定販売

## 派生作品

### スピンオフムービー
『TRANSFORMERS CYBER MISSIONS』（トランスフォーマー サイバーミッション）は、2010年3月19日より公式サイト『ジェネレーション・ワン』トランスフォーマーシネマズページでWEB配信のスピンオフムービー。日本語字幕版。全13話。アメリカではハスブロ公式『Official Transformers Videos』で配信。玩具のN.E.S.T.シリーズをベースにしており、実写映画版に登場するキャラクターの中には細部に違いが見受けられるのもいる。

#### 登場TF
オートボット
オプティマス・プライム / Optimus Prime
IDナンバー - RA-01
オートボットのリーダー。基地より離れた場所から指示を送っている。両腕に剣を内蔵。冒頭オープニングに毎回登場している。
アイアンハイド / Ironhide
IDナンバー - RA-02 /  RA-26（N.E.S.T.リーコンアイアンハイド）
N.E.S.T.基地防衛任務に就いている好戦的なオートボット戦士。途中から雪中迷彩を施したリーコンアイアンハイドへと武装強化されている。
バンブルビー / Bumblebee
IDナンバー - RA-03
N.E.S.T.基地防衛任務に就いているオートボット戦士。武器は1分間に10,000発放てるソニックブーム。本編と異なり機械音であるが普通に会話ができる。
サイドスワイプ / Sideswipe
IDナンバー - RA-04 / AA-06（サイドアームサイドスワイプ）
オプティマス・プライムと共にメガトロンを捜索しているオートボット戦士。バリケードに剣を破壊されたが新たに二丁銃を装備したサイドアームサイドスワイプに強化した。
ラチェット / Ratchet
IDナンバー - RA-08
N.E.S.T.ラボ所属のオートボットの軍医。武器は右腕のEMPブラスター。しかし『アニメイテッド』同様、ロックダウンに1度は奪われてしまうが後に取り返している。

ディセプティコン
メガトロン / Megatron
IDナンバー - RD-01
逃亡中のディセプティコンのリーダー。エイリアンタンクに変形する。
スタースクリーム / Starscream
IDナンバー - RD-02
地球で暗躍を続けているニューリーダーを自称するディセプティコンの航空参謀。
サウンドウェーブ / Soundwave
IDナンバー - RD-04
N.E.S.T.基地を襲撃しに来たディセプティコン兵士。音響攻撃が得意でどんな音響エネルギーも跳ね返すことができるが連続攻撃は吸収しきれない。敗北後オートボットに捕われている。
ブラジオン / Bludgeon
IDナンバー - RD-20
アイアンハイドが遭遇したディセプティコン兵士。戦車（90式戦車）に変形、砲塔から変形する日本刀を武器としている。
バリケード / Barricade
IDナンバー - RD-24A
N.E.S.T.の情報を狙ってコンピュータールームを襲撃するディセプティコンの残党。左腕にスピニングソー、右腕に冷凍銃を装備。
フレンジー / Frenzy
IDナンバー - RD-24B
バリケードと行動を共にする人間大の小型ディセプティコン兵士。本編とは異なり生き残っている。
マインドワイプ / Mindwipe
IDナンバー - RD-25
エネルゴンを狙っているディセプティコン航空部隊。ステルス戦闘機（F-117）に変形。スタースクリームをご主人様（マスター）と呼ぶ。アイアンハイドを催眠術で操ったり、怪音波で相手を狂わすことができる。
ロックダウン / Lockdown
IDナンバー - RD-26
ディセプティコンに加担する賞金稼ぎ。ヘビメタカーに変形。『アニメイテッド』と同様、ラチェットとは因縁がある。
スモルダー / Smolder
スクランブルシティに潜伏していたディセプティコン兵士。消防車に変形するが放水ではなく火炎を放射する。
日本未発売の『パワーコア コンバイナー』シリーズより。
チョップスター (Chopster)
スモルダーのパートナーのマイクロン（ミニコン）。火炎放射器となるスモルダーの砲塔部と、投擲も可能な炎の斧（ファイアアックス）に変形する。

その他
アルファートリン / Alpha Trion
オプティマス・プライムの語るオートボットの偉大なる歴史学者。
ベクターシグマ / Vector Sigma
オプティマス・プライムの語るサイバトロン星のデータベース。

#### サブタイトル
| 話数         | サブタイトル                                       | 配信日                                 |
| ------------ | -------------------------------------------------- | -------------------------------------- |
| エピソード1  | rollout the N.E.S.T.! 〜ネスト、出動!〜            | 2010年3月6日（限定公開） 2010年3月19日 |
| エピソード2  | fight or dance? 〜戦いか、それともダンスか〜       | 3月19日                                |
| エピソード3  | worst enemy 〜宿敵〜                               | 4月16日                                |
| エピソード4  | the Decepticon tyrant 〜ディセプティコン破壊大帝〜 | 5月24日                                |
| エピソード5  | 〜洞窟の罠〜                                       | 6月24日                                |
| エピソード6  | 〜侵入〜                                           | 7月23日                                |
| エピソード7  | 〜復讐〜                                           | 8月24日                                |
| エピソード8  | 〜訓練〜                                           | 9月24日                                |
| エピソード9  | 〜ゲストの使命〜                                   | 10月25日                               |
| エピソード10 | 〜襲撃〜                                           | 11月24日                               |
| エピソード11 | 〜孤立〜                                           | 12月24日                               |
| エピソード12 | 〜激突〜                                           | 2011年1月24日                          |
| エピソード13 | Decepticons attack 〜最終決戦〜                    | 2月24日                                |

### 玩具
変形・合体ギミックを盛り込んだ玩具の製作・販売は前作に引き続き、トランスフォーマーシリーズの「原案」を手掛ける玩具メーカー、タカラトミーとハズブロが参加している。玩具は前作同様、映画公開に先駆ける形で2009年5月30日に発売された。
今作で発売された玩具の中には前作からの仕様変更品も含まれるものの、オプティマスプライムやスタースクリームといった物語の中核となるキャラクターに関しては、より劇中に似せたデザイン、スタイルで新規に作り直され、変形構造も変更された。前作の玩具開発が資料が少なく手探りであったのに対し、今作では前作の映画そのものを資料や予想材料とすることができ、また実際の映画を具体的な共通認識することができたため、試作の発注といった部署間での連携もスムーズに進んだという。ただしストーリーについては前作同様、玩具スタッフには断片的な情報しか伝えられなかったため、物語に直接関連したギミックを盛り込むことは断念されている。
前作の映画における演出を踏まえて、新規の玩具には「メックアライブ（MECH ALIVE）」という、歯車やシリンダーといった内部のメカニックの動きを表現するギミックが搭載されており、これは生命を宿した機械という、トランスフォーマー独自の設定を表現することが意図されている。またアメリカでの展開が行われていた『トランスフォーマー アニメイテッド』で培われた成果を踏まえて、キャラクター性を玩具のプロポーションに反映させるという試みも取り入れられた。他にはサムやミカエラといった登場人物を模した人形が付属する「ヒューマンアライアンス（Human Alliance）」と呼ばれるシリーズもラインナップに加わり、これには車の運転席に人形を乗せたままの変形など、トランスフォーマーシリーズの前身『ダイアクロン』の玩具のように、人形を絡ませることを前提としたギミックを搭載している。他にもデバステーターやジェットファイアーといった、今作から加わった「合体」のギミックも、重要なテーマとして位置付けられた。
この年の商品展開は、急激な原油価格の高騰の影響を大きく受けたという。トランスフォーマーシリーズの玩具は世界的な商品展開を行う関係上、厳密なコスト管理が必要とされており、一度開発が完了した多くの商品から相当数のパーツやギミックを減らすなどといった、厳しい仕様変更を強いられた。一方で原価改善や販管費削減といった方針は功を奏し、映画のヒットや玩具に対する評価もあって、トランスフォーマー玩具はタカラトミーの決算にも好影響を与えた。売り上げは前作の2倍以上となり、アメリカの玩具市場では1位を記録するなど、アメリカを中心に売り上げを伸ばした。
玩具CMのナレーターは前作に引き続き、アニメ版第1作のナレーションを担当した政宗一成が務めている。
| IDナンバー                      | 名前                                           | 海外名                             | ビークルモード アイテムモード ビーストモード | 映像作品への登場         | サイズ                   |
| オートボット（Autobots）        | オートボット（Autobots）                       | オートボット（Autobots）           | オートボット（Autobots） | オートボット（Autobots） | オートボット（Autobots） |
| ------------------------------- | ---------------------------------------------- | ---------------------------------- | --- | ------------------------ | ------------------------ |
| RA-01                           | オプティマスプライム                           | Optimus Prime                      | ピータービルト379 | ○                        | Ultra                    |
| RA-02                           | アイアンハイド                                 | Ironhide                           | GMC・トップキック C4500 | ○                        | Mega                     |
| RA-03                           | バンブルビー                                   | Bumblebee                          | 2009 シボレー・カマロ | ○                        | Deluxe                   |
| RA-04                           | サイドスワイプ                                 | Sideswipe                          | 2013 シボレー・コルベット・スティングレイ | ○                        | Deluxe                   |
| RA-05                           | ブレイクアウェイ                               | Breakaway                          | F-35戦闘機 | ○                        | Deluxe                   |
| RA-06                           | ロールバー                                     | Rollbar                            | デリバリーバン | ×                        | Basic                    |
| RA-07                           | ノックアウト                                   | Knock-Out                          | ロードレース オートバイ | ×                        | Basic                    |
| RA-08                           | デザートトラッカー ラチェット                  | Desert Tracker Ratcthet            | ハマー・H2 | ○                        | Mega                     |
| RA-09                           | ウィーリー                                     | Wheelie                            | RCカー | ○                        | Deluxe                   |
| RA-10                           | スキッズ                                       | Skids                              | シボレー・ビート | ○                        | Deluxe                   |
| RA-11                           | クロミア                                       | Chromia                            | スズキ・B-KING | ○                        | Deluxe                   |
| RA-12                           | デプスチャージ                                 | Depth-Charge                       | ロッキード・マーティン案沿海域戦闘艦似の艦艇 | ×                        | Basic                    |
| RA-13                           | ジェットファイアー                             | Jetfire                            | SR-71航空機 | ○                        | Ultra                    |
| RA-14                           | カノン バンブルビー                            | Cannon Bumblebee                   | 2009 シボレー・カマロ | ○                        | Deluxe                   |
| RA-15                           | マッドフラップ                                 | Mudflap                            | シボレー・トラックス | ○                        | Deluxe                   |
| RA-16                           | ディーンランナー                               | Dune-Runner                        | アサルトバギー | ×                        | Basic                    |
| RA-17                           | ストラトスフィア                               | Stratosphere                       | AN-225航空機 | ×                        | Mega                     |
| RA-18                           | ブレイズマスター                               | Blazemaster                        | AS-365航空機 | ×                        | Deluxe                   |
| RA-19                           | ジョルト                                       | Jolt                               | シボレー・ボルト (ハイブリッドカー) | ○                        | Deluxe                   |
| RA-20                           | アイスクリーム スキッズ&マッドフラップ         | Ice-Cream Skids & Mudflap          | アイスクリーム トラック | ○                        | Deluxe                   |
| RA-21                           | ヒューマンアライアンス バンブルビー            | Human Alliance Bumblebee           | 2009 シボレー・カマロ | ○                        | Deluxe                   |
| RA-22                           | ヒューマンアライアンス サイドスワイプ          | Human Alliance Sideswipe           | 2013 シボレー・コルベット・スティングレイ | ○                        | Deluxe                   |
| RA-23                           | アーシー                                       | Acree                              | スズキ・B-KING | ○                        | Deluxe                   |
| RA-24                           | バスター オプティマス                          | Buster Optimus                     | ピータービルト379 | ○                        | Ultra                    |
| RA-25                           | ヒューマンアライアンス スキッズ                | Human Alliance Skids               | シボレー・ビート | ○                        | Deluxe                   |
| RA-26                           | リーコン アイアンハイド                        | Recon Ironhide                     | GMC・トップキック C4500 | ○                        | Mega                     |
| RA-27                           | アライアンス バンブルビー                      | Alliance Bumblebee                 | 2009 シボレー・カマロ | ○                        | Deluxe                   |
| RA-28                           | ラチェット                                     | Ratchet                            | ハマー・H2 | ○                        | Deluxe                   |
| RA-29                           | ブローン                                       | Brawn                              | ハマー・HX | ×                        | Deluxe                   |
| RA-30                           | スキャッターショット                           | Scattorshot                        | 重爆撃戦闘トラック | ×                        | Basic                    |
| RA-31                           | ヒューマンアライアンス マッドフラップ&クロミア | Human Alliance Mudflap and Chromia | シボレー・トラックス（マッドフラップ） スズキ・B-KING（クロミア） | ○                        | Deluxe                   |
| RA-32                           | ヒューマンアライアンス ジャズ                  | Human Alliance Jazz                | ポンティアック・ソルスティス | ×                        | Deluxe                   |
| AA-01                           | バトルブレード オプティマス                    | Battle-Blades Optimus              | ピータービルト379 | ○                        | Ultra                    |
| AA-02                           | バトルブレード バンブルビー                    | Battle-Blades Bumblebee            | 2009 シボレー・カマロ | ○                        | Deluxe                   |
| AA-03                           | アライアンス アイアンハイド                    | Alliance Ironhide                  | GMC・トップキック C4500 | ○                        | Mega                     |
| AA-05                           | シースプレー                                   | Seaspray                           | ホバークラフト | ×                        | Mega                     |
| AA-06                           | サイドアーム サイドスワイプ                    | Side-Arm Sideswipe                 | 2013 シボレー・コルベット・スティングレイ | ○                        | Deluxe                   |
| AA-07                           | ブリーチャー                                   | Breacher                           | ラーテル歩兵戦闘車 | ×                        | Basic                    |
| AA-08                           | エリータ・ワン                                 | Elita One                          | スズキ・B-KING | ○                        | Deluxe                   |
| AA-09                           | ハブキャップ                                   | Hubcap                             | ウィリス77 | ×                        | Basic                    |
| AA-11                           | ハイブロウ                                     | Highbrow                           | P-38航空機 | ×                        | Mega                     |
| AA-12                           | トマホーク                                     | Tomahawk                           | ティーガー航空機 | ×                        | Deluxe                   |
| ディセプティコン（Decepticons） |                                                |                                    | |                          |                          |
| RD-01                           | メガトロン                                     | Megatron                           | エイリアンタンク | ○                        | Ultra                    |
| RD-02                           | スタースクリーム                               | Starscream                         | F-22戦闘機 | ○                        | Mega                     |
| RD-03                           | デモリッシャー                                 | Demolishor                         | 油圧ショベル | ○                        | Mega                     |
| RD-04                           | サウンドウェーブ                               | Soundwave                          | エイリアンサテライト | ○                        | Deluxe                   |
| MD-04                           | スコルポノック                                 | Scorponok                          | サソリ | ○                        | Deluxe                   |
| RD-05                           | サイドウェイズ                                 | Sideways                           | アウディ・R8 | ○                        | Deluxe                   |
| RD-06                           | ランページ                                     | Rampage                            | ブルドーザー | ○                        | Deluxe                   |
| RD-07                           | デッドエンド                                   | Dead-End                           | プジョー9009 | ○                        | Basic                    |
| RD-08                           | ダートボス                                     | Dirt-Boss                          | フォークリフト | ×                        | Basic                    |
| RD-09                           | ランサック                                     | Ransack                            | アルバトロス D.III | ×                        | Basic                    |
| RD-10                           | フォールン                                     | The Fallen                         | エイリアンジェット | ○                        | Mega                     |
| RD-11                           | ボイジャー メガトロン                          | Voyager Megatron                   | エイリアンタンク | ○                        | Mega                     |
| RD-12                           | ミックスマスター                               | Mixmaster                          | ミキサー車 | ○                        | Mega                     |
| RD-13                           | ラヴィッジ                                     | Ravage                             | ジャガー | ○                        | Deluxe                   |
| RD-14                           | スカルペル                                     | Scalpel                            | 顕微鏡 | ○                        | Basic                    |
| RD-15                           | イジェクター                                   | Ejector                            | トースター | ○                        | Basic                    |
| RD-16                           | デバステーター                                 | Devastator                         | 油圧ショベル（デモリッシャー） ブルドーザー（ランページ） ミキサー車（ミックスマスター） キャタピラー・773B（ロングハウル） キャタピラー・992G（スクラッパー） コベルコクレーン・CK2500（ハイタワー） | ○                        | Ultra                    |
| RD-17                           | ロングハウル                                   | Long-Haul                          | キャタピラー・773B | ○                        | Mega                     |
| RD-18                           | グラインダー                                   | Grindor                            | MH-53航空機 | ○                        | Mega                     |
| RD-19                           | シャンハイアタック デモリッシャー              | Shanghai Attack Demolishor         | 油圧ショベル | ○                        | Mega                     |
| RD-20                           | ブラジオン                                     | Bludgeon                           | 90式戦車 | ○                        | Mega                     |
| RD-21                           | デザートコンバット ランページ                  | Desert Combat Rampage              | ブルドーザー | ○                        | Deluxe                   |
| RD-22                           | ダージ                                         | Dirge                              | ハリアー II | ×                        | Deluxe                   |
| RD-23                           | ブレークダウン                                 | Breakdown                          | スポーツカー | ×                        | Basic                    |
| RD-24                           | バリケード&フレンジー                          | Barricade & Frenzy                 | サリーン・S281（バリケード） フロントグリル（フレンジー） | ×                        | Deluxe                   |
| RD-25                           | マインドワイプ                                 | Mindwipe                           | F-117航空機 | ○                        | Mega                     |
| RD-26                           | ロックダウン                                   | Lockdown                           | ヘビメタカー | ○                        | Deluxe                   |
| RD-27                           | スカイストーカー                               | Skystalker                         | 全翼型ステルス無人機 | ×                        | Basic                    |
| AA-04                           | インセクティコン                               | Insecticon                         | ハエ | ○                        | Basic                    |
| AA-10                           | ブリムストン                                   | Brimstone                          | チョッパーバイク | ×                        | Basic                    |
| AA-13                           | ヘイルストーム                                 | Hailstorm                          | MLRSタンク | ×                        | Deluxe                   |
| AA-14                           | テラダイブ                                     | Terradive                          | SU-47航空機 | ×                        | Deluxe                   |

#### グラビティボッツ
| IDナンバー | 名前                 | 海外名        | ビークルモード                            | 映像作品への登場 | 所属             |
| ---------- | -------------------- | ------------- | ----------------------------------------- | ---------------- | ---------------- |
| GB-01      | オプティマスプライム | Optimus Prime | ピータービルト379                         | ○                | オートボット     |
| GB-02      | バンブルビー         | Bumblebee     | 2009 シボレー・カマロ                     | ○                | オートボット     |
| GB-03      | スタースクリーム     | Starscream    | F-22戦闘機                                | ○                | ディセプティコン |
| GB-04      | サイドスワイプ       | Sideswipe     | 2013 シボレー・コルベット・スティングレイ | ○                | オートボット     |
| GB-05      | マッドフラップ       | Mudflap       | シボレー・トラックス                      | ○                | オートボット     |

### 小説
前作に引き続き、映画の内容を基にしたアラン・ディーン・フォスターによるノベライズ版が出版されており、日本語訳版は早川書房〈ハヤカワ文庫〉から出版されている。
- 『トランスフォーマー リベンジ』、中原尚哉訳、2009年6月5日発売[40]、ISBN 978-4-15-011715-3